# Ločilo
Ločílo (tudi interpúnkcija) je znak v besedilu, ki ni črka, številka ali simbol. Ločila se uporabljajo skladenjsko (zaznamujejo skladenjska razmerja med deli besedila) ali neskladenjsko (za oblikoslovno zaznamovanje besedila). Ločilo je dogovorjeno znamenje, s katerimi označimo povedi, meje med stavki, naštevanje...
Ločila so končna, če stojijo na koncu povedi (pika, klicaj, vprašaj, tri pike, lahko tudi pomišljaj) ali nekončna (vejica, podpičje, dvopičje, pomišljaj, vezaj, deljaj, narekovaj, oklepaj, lahko tudi tripičje). Lahko so levostična, desnostična, obojestransko stična ali nestična. Nekatera ločila so dvodelna (oklepaj, narekovaj). 
Pravila o rabi ločil predpisuje pravopis.

## Skladenjska raba
Ločila se rabijo skladenjsko, kadar zaznamujejo tonski potek, premore, vrste stavkov, povedi ipd.
Skladenjsko se rabijo:
- pika (.)
- vprašaj (?)
- klicaj (!)
- vejica (,)
- podpičje (;)
- dvopičje (:)
- pomišljaj (–)
- vezaj (-)
- tripičje (...)
- narekovaji (npr. » «)
- oklepaji ( ) ...

## Neskladenjska raba
Pri neskladenjski rabi ločila zaznamujejo okrajšave besed in besedila, vrstilnost števnikov, kratkost prislovov, zapisanih s številkami, ipd. Neskladenjsko se ločila pišejo večinoma sredi ali na koncu povedi ali besede, vprašaj ali klicaj pa sta lahko tudi ob robu besedila.
Neskladenjsko se rabijo:
- pika (.)
- vprašaj (?)
- klicaj (!)
- opuščaj (')
- deljaj (-)
- vezaj (-)

PIKA
Neskladenjsko se rabi za okrajšavami posameznih besed: str. (stran), dr. (doktor) M. (Mojca). Pri okrajšavah z več besedami ne pišemo vmesnih pik: npr. (na primer), itd. (in tako dalje). Pozorni moramo biti, da kratice in simbole pišemo brez pike: SIT (slovenski tolar), m (meter), Fe (železo). Piko pišemo kadar zaznamujemo vrstilne števnike (12. sedež, XI. vrsti), kadar želimo tvoriti prislove tipa prvič, drugič, pišemo jo med deli številk, da ločijo enote različnih stopenj (ure od minut …). Piko pa lahko uporabimo tudi kot nadomestek črke ali števke v številki (Pojdi v r…! Za en d… je!). Pike ne pišemo za številko, ki zaznamuje glavni števnik npr. nameril je 38 °C. dveh zaporednih pik, skladenjske in neskladenjske, navadno ne pišemo: Prišli so Marija, Jakob, Helena idr.
VPRAŠAJ IN KLICAJ
Vprašaj se neskladenjsko rabi v oklepaju sredi ali na robu besedila, za izražanje dvoma o smislu, primernosti ali natančnosti določenega dela besedila: Prešeren je bil rojen na (?) Vrbi. Klicaj se prav tako (kadar ga uporabljamo neskladenjsko) piše sredi besedila v oklepaju, kadar želimo na kaj posebej opozoriti: Pesem ima agrostih (!).
VEJICA
Se neskladenjsko rabi pri pisanju imen in večbesednih poimenovanj, ko jih iz tehničnih ali bibliografskih razlogov pišemo za priimkom. V teh primerih z vejico nakažemo, da smo pravilno zaporedje sestavin spremenili: Novak, Janez; sir, bohinjski. Rabimo jo tudi kot mejo med celim številom in decimalko.
DVOPIČJE
Se piše nestično, kadar zaznamuje pomen: 1) 'proti': 9 : 3; Nemčija : Nizozemska.
			   		            2) 'deljeno': 9 : 3
					            3) v nasprotju z': lepa : lipa : lopa
Za zaznamovanje dolžine fonetičnih glasov v fonetičnih zapisih, v glasbi za ponavljanje odlomka, za ločevanje ur od minut pa se dvopičje piše stično.
POMIŠLJAJ
Neskladenjsko se rabi:
1)	Namesto predlogov od … do (piše se stično na obeh straneh).
2)	Nestično namesto odstavčne številke ali črke (odstavčni ali alinejni pomišljaj).
3)	Nestično med enotami besedila, ki so v kakšnem razmerju, posebno v nasprotnostnem (npr. v jezikoslovnih spisih).
4)	Nestično v matematiki za pomen 'minus' oziroma 'manj', pri navajanju relativnih števil pa stično.
5)	Dolgi nestični pomišljaj med povedmi iz raznih besedil ali raznih delov istega besedila.
TRI PIKE IN OKLEPAJ
Kadar naletimo na stične tri pike, nakazujejo na izpust dela besede. Neskladenjsko se poleg navadnega oklepaja rabi jo tudi oglati, zaviti, lomljeni ¬¬¬‒ zlasti v npr. matematiki ali jezikoslovju. V  jezikoslovju navadni oglati oklepaj zaznamuje glasove, navadni poševni pa foneme. Z oglatimi poševnimi oklepaji pa nakažemo poseg v tuje besedilo, ko del besedila spustimo.
VEZAJ
Neskladenjsko se rabi:
1)	Za ločevanje zlogov
2)	Za zaznamovanje nesamostojnih pomenskih delov besede: predpon, končni, priponskih obrazil, medpon.
3)	Zaznamovanje končajev besed: rime na –ova, -ast.
4)	Vezaja pri decimalkah za zaznamovanje enote 00 in pri zapisovanju denarnih zneskov. 
POŠEVNICA
Je stično ločilo, ki se uporablja:
1)	Za pomene 'ali', 'del enega in drugega' in 'ulomljeno, skozi, na'.
2)	V jezikoslovju, kot znamenje za mejo med deli besede, povedi ali slovarskega. sestavka (s presledki).
3)	S presledkom na obeh straneh za zaznamovanje verzov, kadar jih pri prepisovanju ne pišemo vsakega v svoji vrstici.
NAREKOVAJ IN OPUŠČAJ
Neskladenjsko se za navajanje pomena kakšne besede ali besedne zveze v jezikoslovju uporablja dvodelni enojni narekovaj zgoraj (' '). 
Opuščaj ali apostrof (') pa zaznamuje izpuščeno črko ali del številke.